# Canyon (Satellit)
Die Satelliten der Canyon-Reihe (auch bekannt unter dem Code AFP-827 und Programm 7500) waren US-amerikanische Aufklärungssatelliten, welche in den 1960ern und 1970ern gestartet wurden. Betrieben wurden die Satelliten vom National Reconnaissance Office mit Beteiligung der National Security Agency und der US Air Force. Abgelöst wurde die Canyon-Serie von den Mercury-Satelliten (auch bekannt als Chalet oder Vortex).

## Missionsprofil
Die Canyon-Satelliten waren die erste Generation von nahezu geostationären Aufklärungssatelliten des NRO. Sie wurden in Umlaufbahnen mit einer Umlaufzeit von 24 Stunden gestartet, jedoch waren die Bahnen nicht geostationär, sondern leicht elliptisch, um zu verschiedenen Zeitpunkten bei unterschiedlichen Positionen Signale empfangen zu können. Die Satelliten arbeiteten hauptsächlich mit COMINT und hatten die Aufgabe, sowjetische VHF-Kommunikationsübertragungen abzufangen. Sie wurden von US-amerikanischen Analytikern anfangs fälschlicherweise für Frühwarnsatelliten gehalten.
Die US Air Force bestätigte erst im Jahr 1990 die Existenz des Canyon-Programms, 13 Jahre nach dem letzten Satellitenstart. Das sowjetische Verteidigungsministerium erfuhr bereits ca. 1975 von den Satelliten, worauf sie Präventivmaßnahmen zur Verhinderung der Abhörung trafen. Beispielsweise begannen sie mit dem Austausch von Satellitenkommunikation durch Bodenverbindungen.
Der erste Start fand mit Canyon 1 am 6. August 1968 statt. Nach Erreichen der Umlaufbahn wurden in der Testphase von den Bodenstationen inkorrekte Befehle gesendet, worauf der Satellit in irreparables Taumeln geriet und die Mission aufgegeben wurde. Canyon 2 und 3 folgten in den Jahren 1969 und 1970, jedoch litten sie immer wieder unter Übertragungsausfällen und Kommunikationsproblemen. Nichtsdestotrotz lieferten sie wertvolle Informationen, unter anderem im Winter 1970/71 während Spannungen zwischen der UdSSR und China als Folge von chinesischen Militärmanövern. Des Weiteren wurden sie im Dezember 1972 während der Operation Linebacker II zur Aufklärung eingesetzt. Der vierte Satellit, Canyon 4, erreichte nach einem Fehlstart keine Erdumlaufbahn. Das Triebwerk der Atlas-Erststufe schaltete durch eine blockierte Treibstoffleitung zu früh ab, worauf die Rakete vom Kurs abkam und weniger als zwei Minuten nach dem Start gesprengt werden musste. Da durch stark neblige Wetterverhältnisse nach dem Abheben der weitere Startverlauf nicht sichtbar war, wurde der Fehlstart erst drei Tage später durch Bekanntgabe der US Air Force öffentlich. Die letzten drei Satelliten, Canyon 5, 6 und 7, wurden zwischen 1972 und 1977 gestartet und waren erfolgreicher als ihre Vorgänger. Sie brachten wertvolle Informationen über sowjetische Militäraktivitäten. Außerdem wurden 1973 während des Jom-Kippur-Krieges arabische Übertragungen abgefangen. Insgesamt wurden so viele Daten gesammelt, dass es bis zu zwei Jahre dauerte, bis sie ausgewertet waren.

## Technische Daten
Lockheed Martin war für den Bau der Satelliten zuständig. Sie besaßen jeweils eine Masse von 700 kg und waren dreiachsenstabilisiert. Einigen Angaben zufolge waren sie mit einer Hauptantenne mit 10 Metern Durchmesser ausgerüstet. Es ist unklar, ob die Agena-Oberstufen die Satelliten direkt in eine Umlaufbahn brachten oder ob die Raumfahrzeuge über Apogäumsmotoren verfügten.
Als Bodenstation diente die Bad Aibling Station in Westdeutschland.

## Liste der Satelliten
Insgesamt fanden sieben Starts statt, wovon einer fehlschlug. Alle Starts erfolgten auf Atlas SLV-3A-Trägerraketen mit Agena-D-Oberstufen vom Launch Complex 13 der Cape Canaveral Air Force Station.
| Name     | OPS-Bezeichnung | Startdatum (UTC)        | NSSDC ID  | Orbit                                 | Bemerkungen                                                                                           |
| -------- | --------------- | ----------------------- | --------- | ------------------------------------- | --- |
| Canyon 1 | OPS-2222        | 6. August 1968 11:08    | 1968-063A | 39.860 × 31.680 km, 9,9°, 1436 min    | Verlust des Satelliten kurz nach Erreichen der Umlaufbahn durch inkorrekte Befehle der Bodenstationen |
| Canyon 2 | OPS-3148        | 13. April 1969 02:30    | 1969-036A | 39.270 × 32.670 km, 9,9°, 1445 min    | Eingeschränkter Betrieb durch mehrere Systemausfälle                                                  |
| Canyon 3 | OPS-7329        | 1. September 1970 01:00 | 1970-069A | 39.855 × 31.947 km, 10,3°, 1441,9 min | Eingeschränkter Betrieb durch mehrere Systemausfälle                                                  |
| Canyon 4 | –               | 4. Dezember 1971 22:33  | –         | -                                     | Fehlstart; Satellit geht verloren                                                                     |
| Canyon 5 | OPS-9390        | 20. Dezember 1972 22:20 | 1972-101A | 40.728 × 31.012 km, 9,7°, 1440,4 min  | |
| Canyon 6 | OPS-4966        | 18. Juni 1975 09:00     | 1975-055A | 40.800 × 30.200 km, 9,0°, 1422 min    | |
| Canyon 7 | OPS-9751        | 23. Mai 1977 18:13      | 1987-038A | 35.855 × 35.670 km, 0,2°, 1.435,1 min | |